# Nate M. Parsons
Nate M. Parsons (* 15. März 1888 im  York County, Nebraska; † 17. Oktober 1945 ebenda) war ein US-amerikanischer Politiker. Zwischen 1938 und 1939 war er kommissarischer Vizegouverneur des Bundesstaates Nebraska.
Die Quellenlage über Nate Parsons ist sehr schlecht. Sicher ist, dass er zumindest zeitweise in Nebraska lebte und der Demokratischen Partei angehörte. Nach der Absetzung von Vizegouverneur Walter H. Jurgensen wurde er zu dessen Nachfolger gewählt. Er bekleidete dieses Amt nur für etwa zwei Monate zwischen Ende 1938 und Anfang 1939. Dabei war er Stellvertreter von Gouverneur Robert Leroy Cochran und formaler Vorsitzender der Nebraska Legislature. Nach seiner Zeit als Vizegouverneur verliert sich seine Spur wieder.